# Ignacy (Triantis)
Ignacy, imię świeckie Jannakos Triantis (ur. 28 grudnia 1934 w Prodromos Thebai, zm. 20 lipca 2024 w Atenach) – grecki duchowny prawosławny posługujący w Albanii, od 1996 r. metropolita Beratu.

## Życiorys
Święcenia prezbiteratu przyjął w 1967 r. 27 lipca 1996 otrzymał chirotonię biskupią, jednakże do Albanii przybył dopiero 18 lipca 1998 r.
Zmarł 20 lipca 2024 roku po długiej chorobie w Atenach.